# The Revolutionaries
 (janvier 2019).
Si vous disposez d'ouvrages ou d'articles de référence ou si vous connaissez des sites web de qualité traitant du thème abordé ici, merci de compléter l'article en donnant les références utiles à sa vérifiabilité et en les liant à la section « Notes et références ».
The Revolutionaries est un groupe de reggae installé au studio du producteur Jo Jo Hoo Kim à Channel One durant les années 1970. Il est composé de la paire Sly Dunbar (batterie) et Robbie Shakespeare (basse). Ces deux insufflent un style rockers à la formation. Elle fut créée en 1975 succédant au groupe Skin, Flesh and Bones. Outre Sly et Robbie, elle comprend Bertram "Ranchie" McLean ou Radcliffe "Dougie" Bryan à la guitare, Ossie Hibbert, Errol "Tarzan" Nelson, Robert "Robbie" Lyn ou Ansel Collins aux claviers, Uziah "Count Sticky" Thompson et Noel "Scully" Simms aux percussions et une section de cuivres composée de Tommy McCook au saxophone ténor, Herman Marquis au saxophone alto, Bobby Ellis à la trompette et Vin Gordon au trombone.
Le nom du groupe reflète la situation de la société jamaïcaine à cette époque. Le PNP de Michael Manley est au pouvoir et rétablit les relations diplomatiques avec Cuba. Le gouvernement soutient sans condition le déploiement des troupes cubaines en Angola pour appuyer le MPLA. Ainsi, les Revolutionaries sur leur album Revolutionaries Sounds, jouent les chansons intitulées Angola et Leftist (Gauchiste). La pochette est illustrée par un portrait de Che Guevara. Mais leur nom reflète sans doute encore plus leur état d'esprit vis-à-vis de la musique jamaïcaine, à savoir la volonté de la transformer. La rythmique rockers inventée par Sly et Robbie changea l'équilibrage du dub mais aussi le reggae roots.
Le groupe domina la fin des années 1970 en enregistrant nombre de LP de dub et en tant qu'accompagnateurs de B.B. Seaton, Black Uhuru, Culture, Prince Alla, Leroy Smart, Gregory Isaacs, John Holt, les Heptones, I Roy, Tappa Zukie (MPLA, 1976), Trinity, U Brown, Errol Scorcher, Serge Gainsbourg et tant d'autres.

## Discographie[3]

### Dub
- Revival Dub Roots Now - 1976 - Well Charge
- Sounds Vol 2 - 1979 - Ballistic
- Sounds - 1976 - Channel One
- Vital Dub Well Charged - 1976 - Virgin
- Dread At The Controls - 1978 - Hawkeye
- Dub Expression - 1978 - High Note
- Earthquake Dub - 1978 - Joe Gibbs
- Jonkanoo Dub - 1978 - Cha Cha
- Reaction In Dub - 1978 - Cha Cha
- Sentimental Dub - 1978 - Germain
- Top Ranking Dub - 1978 - Rootsman
- Burning Dub - 1979 - Burning Vibrations
- Dub Out Her Blouse & Skirt - 1979 - Germain
- Dutch Man Dub - 1979 - Burning Vibrations
- Goldmine Dub - 1979 - Greensleeves
- Outlaw Dub - 1979 - Trojan
- Dawn Of Creation - Sagittarius
- Dub Plate Specials At Channel One - Jamaican Recordings
- Green Bay Dub - 1979 - Burning Vibrations
- Medley Dub - High Note
- Phase One Dubwise Vol 1 & 2 - Sprint
- Satta Dub Strictly Roots - Well Charge
- Dial M For Murder In Dub Style - 1980 - Express
- I Came, I Saw, I Conquered - 1980 - Channel One

### Accompagnateurs
- Tappa Zukie - International - 1976 - Stars, MPLA - 1976 - Virgin Front Line
- Serge Gainsbourg - Aux armes et cætera (1979) et Aux armes et cætera - Dub Style (2003) - Mercury
- Serge Gainsbourg - Enregistrement public au théâtre Le Palace (1980) et Gainsbourg et cætera - Enregistrement public au théâtre Le Palace (2006) - Mercury
- Serge Gainsbourg - Mauvaises Nouvelles des étoiles (1981) et Mauvaises Nouvelles des étoiles - Dub Style (2003) - Mercury
- Gainsbourg and the Revolutionaries -1979-1981 (Livre-disques 3 CD, 2015) - Mercury
- Gainsbourg in Dub - 1979- 1981 (Livre-disques 3CD, 2015) - Mercury

## Compilations
- Channel One - Maxfield Avenue Breakdown - Dub & Instrumentals - 1974-1979 - Pressure Sounds (2000)
- Revival - 1973-1976 - Cha Cha (1982)
- Roots Man Dub - 1979 - GG's
- Channel One Revisited Dub - 1995 (Reggae Retro Records)
- Macca Rootsman Dub - Jamaican Gold (1994)
- The Rough Guide to Dub - World Music Network (2005)